# Rwegura Lacus
Il Rwegura Lacus è una struttura geologica della superficie di Titano.